# Maleisische hockeyploeg (vrouwen)
De Maleisische hockeyploeg  voor vrouwen is de nationale ploeg die Maleisië vertegenwoordigt tijdens interlands in het hockey. Het land is actief sinds de onafhankelijkheid in 1956.
Het team kon zich meermaals kwalificeren voor een internationaal kampioenschap: op het  Aziatisch kampioenschap van 1981 en op het  Aziatisch kampioenschap van 1985 behaalden ze brons, het beste resultaat ooit. 

## Erelijst Maleisische hockeyploeg
| Jaar | Champions Trophy | Aziatisch kampioenschap | Olympische Spelen | Wereldkampioenschap         | Hockey World League Hockey Pro League |
| ---- | ---------------- | ----------------------- | ----------------- | --------------------------- | ------------------------------------- |
| 1971 |                  |                         |                   | 15e IFWHA WK 1971 Auckland  |                                       |
| 1972 |                  |                         |                   | geen deelname               |                                       |
| 1974 |                  |                         |                   | geen deelname               |                                       |
| 1975 |                  |                         |                   | 17e IFWHA WK 1975 Edinburgh |                                       |
| 1976 |                  |                         |                   | geen deelname               |                                       |
| 1978 |                  |                         |                   | geen deelname               |                                       |
| 1979 |                  |                         |                   | geen deelname IFWHA WK      |                                       |
| 1980 |                  |                         | geen deelname     |                             |                                       |
| 1981 |                  | AC 1981 Kyoto           |                   | geen deelname               |                                       |
| 1983 |                  |                         |                   | geen deelname               |                                       |
| 1984 |                  |                         | geen deelname     |                             |                                       |
| 1985 |                  | AC 1985 Seoel           |                   |                             |                                       |
| 1986 |                  |                         |                   | geen deelname               |                                       |
| 1987 | geen deelname    |                         |                   |                             |                                       |
| 1988 |                  |                         | geen deelname     |                             |                                       |
| 1989 | geen deelname    | geen deelname           |                   |                             |                                       |
| 1990 |                  |                         |                   | geen deelname               |                                       |
| 1991 | geen deelname    |                         |                   |                             |                                       |
| 1992 |                  |                         | geen deelname     |                             |                                       |
| 1993 | geen deelname    | geen deelname           |                   |                             |                                       |
| 1994 |                  |                         |                   | geen deelname               |                                       |
| 1995 | geen deelname    |                         |                   |                             |                                       |
| 1996 |                  |                         | geen deelname     |                             |                                       |
| 1997 | geen deelname    |                         |                   |                             |                                       |
| 1998 |                  |                         |                   | geen deelname               |                                       |
| 1999 | geen deelname    | 6e AC 1999 New Delhi    |                   |                             |                                       |
| 2000 | geen deelname    |                         | geen deelname     |                             |                                       |
| 2001 | geen deelname    |                         |                   |                             |                                       |
| 2002 | geen deelname    |                         |                   | geen deelname               |                                       |
| 2003 | geen deelname    |                         |                   |                             |                                       |
| 2004 | geen deelname    | 6e AC 2004 New Delhi    | geen deelname     |                             |                                       |
| 2005 | geen deelname    |                         |                   |                             |                                       |
| 2006 | geen deelname    |                         |                   | geen deelname               |                                       |
| 2007 | geen deelname    | 5e AC 2007 Hongkong     |                   |                             |                                       |
| 2008 | geen deelname    |                         | geen deelname     |                             |                                       |
| 2009 | geen deelname    | 5e AC 2009 Bangkok      |                   |                             |                                       |
| 2010 | geen deelname    |                         |                   | geen deelname               |                                       |
| 2011 | geen deelname    |                         |                   |                             |                                       |
| 2012 | geen deelname    |                         | geen deelname     |                             |                                       |
| 2013 |                  | 5e AC 2013 Ipoh         |                   |                             | 17e HWL 2012-13                       |
| 2014 | geen deelname    |                         |                   | geen deelname               |                                       |
| 2015 |                  |                         |                   |                             | 22e HWL 2014-15                       |
| 2016 | geen deelname    |                         | geen deelname     |                             |                                       |
| 2017 |                  | 5e AC 2017 Kakamigahara |                   |                             | 20e HWL 2016-17                       |
| 2018 | geen deelname    |                         |                   | geen deelname               |                                       |
| 2019 |                  |                         |                   |                             | geen deelname                         |
| 2021 |                  |                         | geen deelname     |                             | geen deelname                         |
| 2022 |                  | 5e AC 2022 Muscat       |                   | geen deelname               | geen deelname                         |
| 2023 |                  |                         |                   |                             | geen deelname                         |
| 2024 |                  |                         | geen deelname     |                             | geen deelname                         |
| 2025 |                  |                         |                   |                             | geen deelname                         |